# Can Masó (Vidreres)
Can Masó és un edifici del municipi de Vidreres (Selva) inclosa en l'Inventari del Patrimoni Arquitectònic de Catalunya.

## Descripció
Es tracta d'un edifici que desemboca i comunica amb dos punts estratègics del nucli urbà de Vidreres com són: per una banda, la façana principal a la Plaça de l'Església; mentre que per l'altra, la cantonada amb el carrer Pompeu Fabra. Es tracta d'un edifici de planta rectangular de tres pisos: la planta baixa, recull cinc obertures, és a dir dos portals d'accés i tres finestres, dissenyats amb la mateixa solució compositiva, de llinda monolítica, conformant un arc pla i muntants de pedra. El primer pis o planta noble, està projectat o planificat com un gran balcó continu corregut amb barana de ferro forjat, que abraça tot el lateral. Consta de cinc obertures: quatre de rectangulars sense cap tipus d'emmarcament i una de quadrangular, amb llinda monolítica i muntants de pedra. Pel que fa al segon pis, aquest disposa de quatre obertures rectangulars de dimensions més reduïdes en comparació amb les del pis anterior. Es tracta de quatre finestres balconeres, bastant irrellevants, ja que no avarquen cap tipus d'element a destacar. Finalment, cal dir que l'immoble està cobert amb una teulada a quatre vessants.

## Història
Fou reformada totalment en l'any 1964.